# 후두 접촉식 마이크

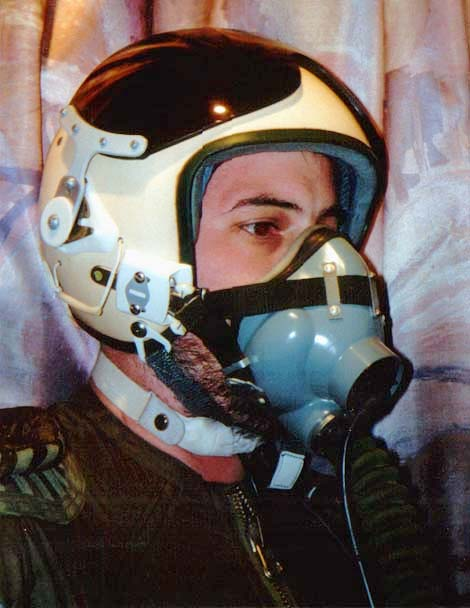
후두 접촉식 마이크가 장착된 MiG 조종사용 산소 마스크 KM-34

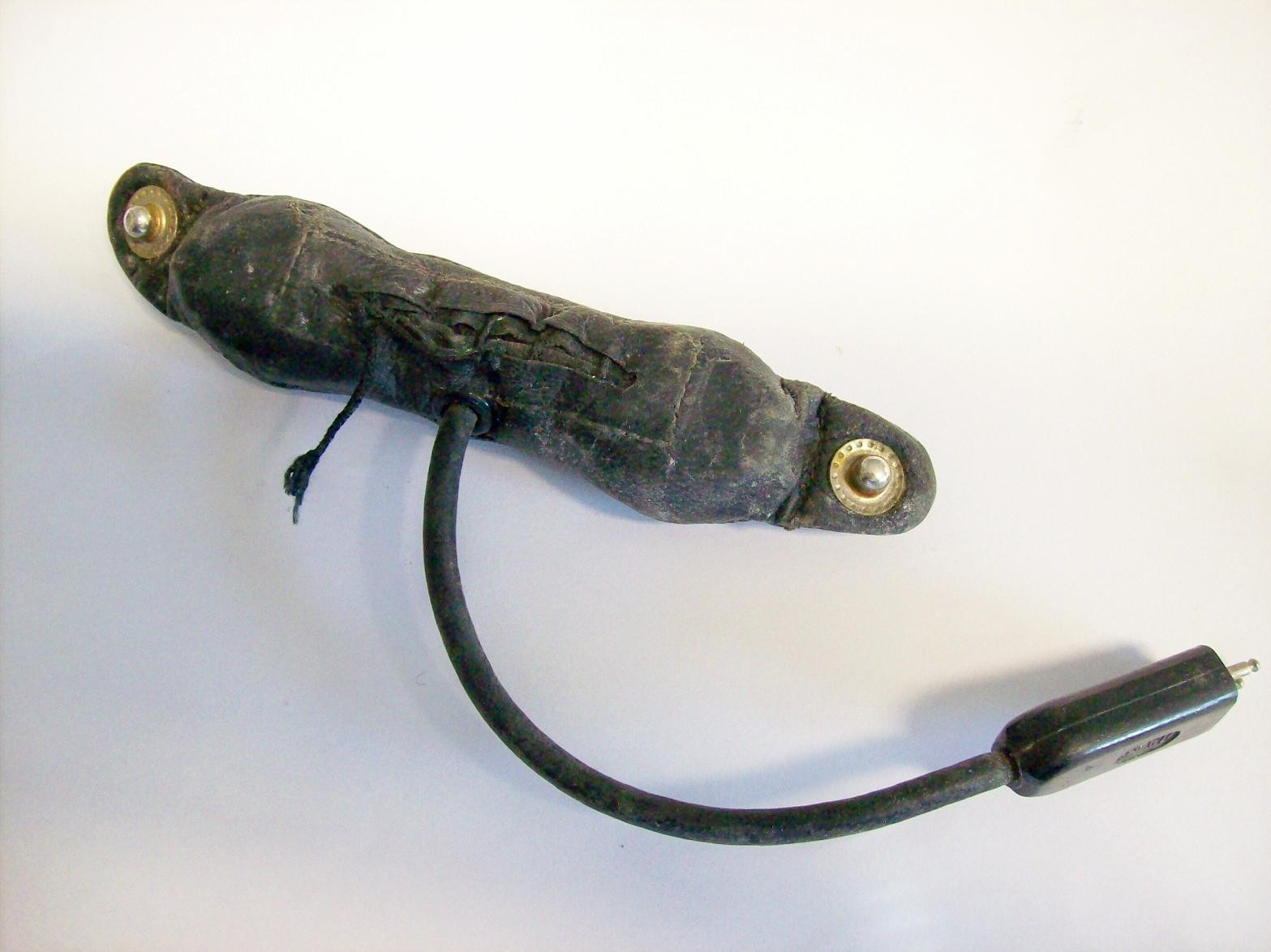
후두 접촉식 LA-5(소련 1980년대 초반), 위와 같은 모델

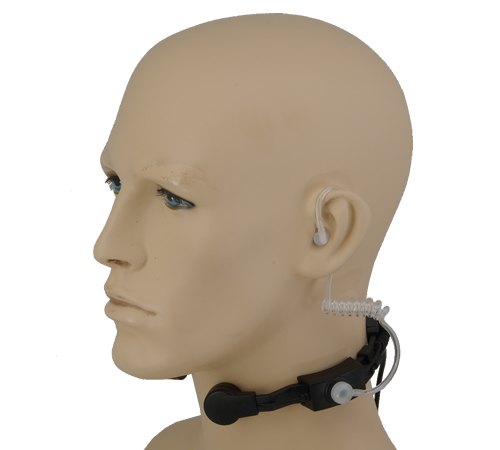
양방향 무선 통신에 사용되는 일반용 후두 접촉식 마이크

후두 접촉식 마이크는 인후 접촉식 마이크 라고도 하고, 목에 착용한 하나 또는 하나 이상의 음성 수집 장치를 통해 착용자의 목에서 직접 진동을 수집 하는 유형의 접촉 마이크이다. 트랜스듀서 (Tranceducer) 라고 하는 음성 변환 장치는 오토바이, 나이트클럽 과 같이 매우 시끄럽거나 바람이 많이 불거나 여러 잡음들이 섞여 있는 환경에서도 음성을 수집할 수 있습니다 .다른 유형의 마이크는 잡음 차단 능력이 낮아 배경 소음이 많이 존재하기 때문에 앞에서 서술한 조건에서는 제대로 작동하지 않을수 있는 반면에 후두 접촉식 마스크는 제대로 작동한다. 후두 접촉식 마이크는 속삭임과 같이 미세한 음성 진동 또한 수집 할 수 있으므로, 기밀로 진행해야 하는 군사 작전이나 특수부대의 작전, 일반 군사 작전, 법 집행 (영장 집행)작전처럼 멀리 있는 다른 사람과 조용하고 은밀한 장소에서 정확히 소통해야 하는 환경에 좋은 성능을 발휘하기도 한다. 또한 타격의 가능성이 높은 안면보다 아래에 있어 손상 확률이 낮다. 헬멧이나 호흡 보호 장비가 (방독면, 방진면)필요할 때도 후두 접촉식 마이크가 매우 유용한데 이는 안면을 전부 가리는 마스크에서는 마이크와 호환이 안되거나 불편하게 착용, 개조해야 하는데 후두 접촉식 마이크는 그러한 걱정없이 목 아래에 위치하고 있어 타 마스크의 호환을 따질 필요도 없기 때문이다.후두 접촉식 마이크는 두문과 같은 장점을 가지고 있기 때문에 이미 수 많은 특수부대와 법 쟁행기관, 군대에서 많이들 사용하고 애용하는 장비이다.
미디어에서
일부 미디어에서 후두 접촉식 마이크를 쓴 군인, 경찰을 볼 수 있다.